# Mario Rodríguez (boxe anglaise)
Pour les articles homonymes, voir Mario Rodríguez (homonymie).
Mario Rodríguez Meza est un boxeur mexicain né le 6 octobre 1988 à Guasave.

## Carrière
Passé professionnel en 2005, il devient champion d'Amérique du Nord NABF des poids pailles en 2011 puis champion du monde IBF de la catégorie le 1er septembre 2012 en battant par KO au 7e round Nkosinathi Joyi. Rodriguez perd son titre dès le combat suivant face au japonais Katsunari Takayama le 30 mars 2013.